# Рокитне (Лозівський район)
Роки́тне — село в Україні, у Лозівському районі Харківської області. Входить до складу Олексіївської сільської громади. Населення становить 17 осіб. Колишній орган місцевого самоврядування — Одрадівська сільська рада.

## Географія
Село Рокитне знаходиться на правому березі річки Берека, вище за течією на відстані 1 км розташоване село Красиве, нижче за течією на відстані 2,5 км розташоване село Бунакове, на протилежному березі — село Миколаївка. На південно-східній околиці села Балка Розорена впадає у річку Береку.

## Історія
- 1700 — дата заснування.

## Економіка
- Свино-товарна ферма.